# Бриза-ду-Лиш
Бриза-ду-Лиш (порт. Brisa do Lis, «Бриз с реки Лиш») — традиционное португальское пирожное, в первые появившееся в городе Лейрия, в монастыре Конвенту-де-Сантана (порт. Convento de Santana). Основными ингредиентами десерта являются миндаль, сахар и желтки. Это пирожное послужило основной для бразильского пирожного киндима, в котором миндаль заменен тертым кокосом.